# L'últim ballarí de Mao
L'últim ballarí de Mao (títol original en anglès: Mao's Last Dancer) és una pel·lícula de 2009 dirigida per Bruce Beresford. L'obra es va doblar al català.

## Argument
L'últim ballarí de Mao és inspirada en la història real de Li Cunxin, adaptada de la seva reeixida autobiografia Mao’s Last Dancer, que explica com, en ple caos de la Revolució Cultural, Cunxin va haver de deixar als seus, una família de camperols, per embarcar-se en un sorprenent viatge, que va acabar encaminant-li cap a la llibertat i el triomf personal. La història de Li es desenvolupa en un moment en què la Xina estava emergint de la gran visió de Mao. No podia ser el millor moment perquè Li Cunxin descobrís Occident, i perquè Occident descobrís a Li Cunxin. L'últim ballarí de Mao ens explica com Li va superar l'adversitat, i com va descobrir i va explorar les seves habilitats naturals i el seu gran talent com a ballarí clàssic. Per a això, no només va haver de bregar amb les seves pròpies limitacions físiques, sinó també amb el càstig que li va imposar el desconfiat govern xinès després de la seva deserció als Estats Units.

## Repartiment
- Chi Cao –Li Cunxin, adult
- Chengwu Guo – Li Cunxin, adolescent
- Huang Wen Bin – Li Cunxin, noi
- Joan Chen – Niang, la seva mare
- Wang Shuang Bao – Dia, el seu pare
- Bruce Greenwood – Ben Stevenson
- Amanda Schull - Elizabeth
- Kyle MacLachlan - Charles Foster
- Jack Thompson - el jutge Woodrow Seals
- Camilla Vergotis - Mary McKendry
- Aden Young – Dilworth